# Idumäa
Die Idumäer sind ein antikes Volk, das in den letzten Jahrhunderten vor der Zeitenwende ein Gebiet südlich von Judäa besiedelte. Von Josephus und der modernen Forschung werden die Idumäer mit den Edomitern identifiziert. Ob diese Identifikation korrekt ist, ist nicht allgemein akzeptiert. Das Siedlungsgebiet wurde von den Griechen Idumäa (griechisch Ἰδουμαία (Idoumaía); lateinisch Idumaea) genannt, die Bevölkerung dementsprechend Idumäer. Ähnlich heißt Judäa auf Hebräisch Yehuda, auf Latein Iudaea und auf Griechisch Ἰουδαία (Ioudaia), ohne dass der Zusammenhang zwischen Juden und Judäern bezweifelt wird.
Die Idumäer erscheinen im 6. Jahrhundert v. Chr. westlich des ursprünglichen Siedlungsgebietes der Edomiter, in dem zur gleichen Zeit die Nabatäer auftreten. Ob die Nabatäer die vorher dort ansässigen Edomiter/Idumäer verdrängten oder die Nabatäer Nachkommen der Edomiter und die späteren Idumäer eine Abspaltung darstellen, ist ungeklärt.
Die archäologisch belegte, allmähliche Besiedlung der Gegend südlich des Königreichs Juda durch Edomiter, an die nahtlos die Idumäer anschließen, entspricht jedenfalls dem jetzigen Stand der Forschung. So sind in der Negev edomitische Kultstätten ausgegraben worden, z. B. bei Horvat Qitmit, wo auch ein Siegel eines gewissen Schubnaqos (SWBNQWS) gefunden wurde: Qôs ist die Hauptgottheit der Edomiter und sein Name ist oft Teil von edomitischen Personennamen, ähnlich so wie die Nachsilbe -jahu, eine Kurzform von JHWH, oft in israelitischen Namen vorkommt. Die Vor- oder Nachsilbe „qos“ ist in idumäischen Namen sogar auch nach deren Konvertierung zum Judentum nachgewiesen; so hieß noch der idumäische Schwager Herodes des Großen Kostobaros. Solche Belege weisen darauf hin, dass man mit ziemlicher Gewissheit von einer Identität und Kontinuität zwischen den Edomitern östlich der Jordansenke und den Edomitern und (später) Idumäern westlich davon reden kann. Andersartige Theorien sind wichtig, aber weniger gut belegt und konsensfähig.
Das Gebiet Idumäas entsprechend der Neuordnung durch Pompeius den Großen erstreckte sich von Betlehem im Norden bis Be’er Scheva im Süden und vom Toten Meer im Osten bis in die Küstenebene, jedoch nicht bis ganz an die Küste des Mittelmeeres. Die Hauptstadt war Marissa.

## Geschichte
Nach dem Bericht des Josephus wurden sie in der Regierungszeit des Hasmonäerkönigs Johannes Hyrkanos I. unterworfen und gewaltsam zum Judentum bekehrt. Dementgegen schreibt Strabon, die Idumäer wären Nabatäer, also Araber gewesen, die sich aufgrund eines Stammeszwists von den Nabatäern getrennt, sich westlich von ihnen angesiedelt und in der Folge Sitten und Gebräuche der Juden weitgehend übernommen hätten. Man darf also am gewaltsamen Charakter der Konversion zweifeln, muss es aber nicht. Es scheint vielmehr so, dass der kriegerische Teil der Annexion Idumäas unter den Hasmonäern sich im Wesentlichen auf die stark hellenisierten Städte Marissa (vermutlich Geburtsort von Herodes dem Großen) und Dora beschränkte.
Für die Ansicht, die Konversion der Idumäer zum Judentum und die Eingliederung Idumäas in das Gebiet von Judäa sei im Wesentlichen kein gewaltsamer Akt gewesen, spricht vor allem, dass bei der Neuordnung Palästinas durch Pompejus im Jahr 63 v. Chr. die von den Hasmonäern eroberten, nichtjüdischen Gebiete aus Judäa ausgegliedert wurden. Idumäa gehörte nicht zu diesen Gebieten. Daraus kann man folgern, dass zu jener Zeit Idumäa sowohl von den Römern als auch von den Idumäern als integraler Teil Judäas betrachtet wurde. Weiter berichtet Josephus, dass unter den Führern des Aufstandes gegen die Römer 66 bis 74 n. Chr. Idumäer an prominenter Stelle und mit besonderem Eifer mitwirkten. Schließlich sprechen auch die wechselseitigen ehelichen Verbindungen zwischen idumäischem Adel und dem jüdischen Königsgeschlecht der Hasmonäer (Johannes Hyrkanos II., ein Hasmonäer, heiratete eine Idumäerin) dafür, dass die Idumäer (zumindest was ihre Oberschicht anbelangt) als vollwertige Juden betrachtet wurden.